# Eladio Reyes
Eladio Reyes (8 de gener de 1948) és un futbolista peruà.
Va formar part de l'equip peruà a la Copa del Món de 1970. Pel que fa a clubs, jugà al Perú, Colòmbia, Mèxic i Veneçuela.